# Creatures of the Night
Albums de Kiss
Music from "The Elder"
(1981) Lick It Up
(1983)
Creatures of the Night est le 10e album studio du groupe Kiss sorti en 1982, et le dernier album publié sous le label Casablanca Records. L'album a également été dédié à la mémoire du fondateur de Casablanca Records Neil Bogart, décédé le 8 mai 1982 d'un cancer au cours des sessions d'enregistrement de l'album.
Il marque le retour de Kiss vers le hard rock, son qu'ils avaient perdu depuis Dynasty, et représente même l'entrée dans le heavy metal pour Kiss, avec un son plus puissant (notamment dû au jeu de batterie d'Eric Carr et au jeu de guitare de Vinnie Vincent, alors encore dans l'ombre d'Ace Frehley) et un ton plus froid et sombre qu'à l'habitude dans la musique du groupe. Bien qu'Ace Frehley figure sur la pochette de l'album (pour des raisons contractuelles), il n'a pas contribué à l'enregistrement de l'album ; ce fut Vinnie Vincent qui se chargea de la plupart des parties de guitare avant de le remplacer pour de bon. Ce fut pour Vinnie Vincent le premier album avec Kiss, mais il ne sera officiellement intégré qu'au début de la tournée de l'album.
En 1985, une réédition parut avec une couverture différente de l'album qui présentait Paul Stanley, Gene Simmons, Eric Carr et le nouveau guitariste Bruce Kulick mais non maquillés.
Certifié disque d'or le 9 mai 1994, puis plus tard double disque de platine, l'album contient l'un des classiques suprêmes de Kiss, soit I Love It Loud, qui est joué lors de pratiquement toutes leurs tournées. Creatures of the Night a fait office de chanson d'ouverture pour la plupart des concerts de la période démaquillée. War Machine et la ballade I Still Love You furent jouées très souvent jusqu'à la tournée de reformation en 1996. Depuis, seules I Love It Loud et dans une moindre mesure War Machine et Creatures of The Night furent rejouées. Rock and Roll Hell et Keep Me Comin' furent quant à elles jouées de temps à autre mais bien plus rarement que les titres précités,. Saint and Sinner, Danger et Killer n'ont encore jamais été jouées en concert.
Au Brésil, l'album reçut un immense succès, il y fut certifié disque d'or en 1983. C'est également au Brésil que Kiss jouèrent devant leur plus grande foule à l'occasion d'un concert au Stade Maracanã de Rio de Janeiro le 18 juin 1983, devant une foule estimée entre 137 000 et 200 000 personnes.

## Liste des titres
Vinyle – Phonogram, Casablanca (6302 219, 6302 219,  France)
| A1. | Creatures of the Night | Stanley, Mitchell        | Paul Stanley | 4:01 |
| A2. | Saint and Sinner       | Simmons, Japp            | Gene Simmons | 4:23 |
| A3. | Keep Me Comin'         | Stanley, Mitchell        | Paul Stanley | 4:00 |
| A4. | Rock and Roll Hell     | Simmons, Adams, Vallance | Gene Simmons | 4:08 |
| A5. | Danger                 | Stanley, Mitchell        | Paul Stanley | 3:55 |

| B1. | I Love It Loud   | Vincent, Gene Simmons    | Gene Simmons | 4:12 |
| B2. | I Still Love You | Vincent, Stanley         | Paul Stanley | 6:06 |
| B3. | Killer           | Vincent, Simmons         | Gene Simmons | 3:19 |
| B4. | War Machine      | Simmons, Adams, Vallance | Gene Simmons | 4:13 |

## Composition du groupe
- Paul Stanley – chant, guitare rythmique, guitare solo
- Gene Simmons – chant, basse, guitare rythmique (Killer et War Machine).
- Ace Frehley – guitare solo (seulement crédité)
- Eric Carr – batterie, chœurs et basse sur I Still Love You.

### Musiciens non crédités
- Vinnie Vincent – guitare solo sur "Saint and Sinner", "Keep Me Comin'", "Danger", "I Love It Loud", "Killer", et "War Machine".
- Robben Ford – guitare solo sur "Rock and Roll Hell" et "I Still Love You"
- Steve Farris – guitare solo sur "Creatures of the Night"
- Jimmy Haslip – basse sur "Danger"
- Mike Porcaro - basse sur "Creatures of the Night"
- Adam Mitchell - guitare rythmique sur "Creatures of the Night"

## Charts
| Pays        | Chart                | Meilleure position | Réf    |
| ----------- | -------------------- | ------------------ | ------ |
| États-Unis  | Billboard 200        | 45                 | [ 6 ]  |
| Royaume-Uni | UK Albums Chart      | 22                 | [ 7 ]  |
| Allemagne   | Media Control Charts | 42                 | [ 8 ]  |
| Japon       | Oricon               | 39                 | [ 8 ]  |
| Suède       | Sverigetopplistan    | 22                 | [ 9 ]  |
| Norvège     | VG-lista             | 31                 | [ 10 ] |

### Certifications
| Industrie | Certifié   | Ventes     |
| --------- | ---------- | ---------- |
| RIAA      | 2x Platine | 2 millions |

## Format
| Année | Pays        | Format             | Catalogue           | Label                                   |
| ----- | ----------- | ------------------ | ------------------- | --------------------------------------- |
| 1982  | Pays-Bas    | Vinyle             | 6302 219            | Casablanca Records, Phonogram Int. B.V. |
| 1982  | États-Unis  | Cassette audio     | NBL5-7270           | Casablanca Records                      |
| 1982  | États-Unis  | Vinyle             | NBLP 7270, 6302 219 | Casablanca Records, Polygram Music      |
| 1982  | Italie      | Vinyle             | 6302 219            | Casablanca Records, Phonogram Int. B.V. |
| 1982  | Royaume-Uni | Vinyle             | CANL 4, 6302 219    | Casablanca Records, Phonogram Int. B.V. |
| 1985  | Allemagne   | CD                 | 824 154-2 M-1       | Polygram Music                          |
| 1985  | Pays-Bas    | Vinyle (réédition) | 824 154-1           | Mercury Records, Phonogram Int. B.V.    |
| 1986  | Japon       | CD                 | P33C-20013          | Casablanca Records                      |
| 1997  | Royaume-Uni | CD (ReMastered)    | 532 391-2           | Mercury Records                         |
| 1997  | États-Unis  | CD (ReMastered)    | 314532 391-2        | Mercury Records                         |
| 1998  | Japon       | CD (ReMastered)    | PHCR-94053          | Mercury Records                         |
| 2008  | Japon       | CD (ReMastered)    | UICY-93524          | Universal International                 |